# محطة نارورا للطاقة الذرية
محطة نارورا للطاقة الذرية هي محطة للطاقة النووية تقع في منطقة نارورا في ولاية أوتار براديش بالهند.

## المفاعلات
المحطة عبارة عن مفاعلين كل مفاعل يعمل بالماء الثقيل المضغوط قادر على إنتاج 220 ميجاوات من الكهرباء.تم تشغيل المفاعل الأول في 1 يناير 1991 والثاني في 1 يوليو 1992.
بما أن الهند لم توقع على معاهدة عدم انتشار الأسلحة النووية فإن المفاعلات لا تخضع لضمانات الوكالة الدولية للطاقة الذرية.

## حوادث
31 مايو 1993 بعد 28 شهر من التشغيل تعطلت التوربينات البخارية في المفاعل الأول مما تسبب في نشوب حريق كبير هذا إلى جانب مشاكل في نظام المفاعلات مما يؤدي تقريبا إلى انهيار نووي.